# Образование в Квебеке
Система образования Квебека — система образования, применяемая в провинции Квебек, Канада. Она отличается на нескольких уровнях от систем, принятых в других провинциях Канады, и находится в ведении Министерства образования, отдыха и спорта Квебека.
Эта система включает в себя четыре ступени образования: дошкольное, начальное, среднее, колледж и университет. Помимо этих уровней существует профессиональное образование, образование для взрослых (первичное и вторичное) и непрерывное образование (колледжи и университеты).
Образование в Квебеке даётся на нескольких языках (французский, английский и некоторые языки индейцев). В 2005—2006 учебном году, французский язык был языком обучения около 85,9 % студентов; на английском языке обучалось 13,6 %; двуязычное образование (английский и французский языки) — 0,3 %; и образование на индейских языках — 0,1 %.
Существует как сеть государственного образования, так и частное образование, которое субсидируется на 60 % правительством Квебека . В 2005—2006 годах к довузовской системе государственного образования относилось около 89 % учащихся, и в частных школах обучалось 11 %.

## История

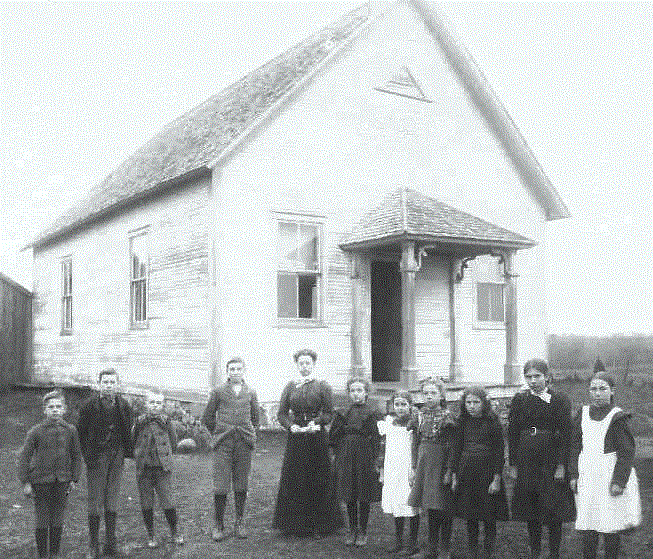
Школа возле города Гранби в начале XX века

В прошлом образование относилось к ведению релизиозных организаций, школы были католическими и протестантскими. Право на католические школы было гарантировано Квебекским актом от 1774 года, для франкоязычного католического населения в стране, где английское население было преимущественно протестантским. Подписание Акта о Британской Северной Америке 1867 года подтверждало право на образование, основанное на религии. Закон 1867 года предоставил провинции юрисдикцию в отношении системы образования.
Более века некатолические иммигранты из-за пределов Канады, поселившиеся в Квебеке, не могли, по крайней мере теоретически, посещать французские школы. Религиозный компонент в образовании просуществовал до 1970 года. Поправка к Закону о государственном образовании в 1998 году заменила конфессиональные школьные советы светскими школьными советами (комиссиями), созданными на основе языка обучения, а не религиозной принадлежности. С учебного года 2008—2009 государственные школы стали полностью светскими: религиозные предметы были заменены в начальной и средней школе курсом этики и религиозной культуры, который должен давать представление об основных религиях и об основах нравственности.

## Система образования на сегодняшний день
В 2005—2006 учебном году насчитывалось 1799236 человек, полностью или частично обучающихся в системе образования Квебека. Из них примерно 33 % посещали дошкольные учреждения, 27 % школы, 14 % учреждения для взрослых, 11 % колледжи и 15 % обучались на университетском уровне.
Школьное образование является обязательным в возрасте от 6 до 16 лет или до получения диплома о среднем образовании.
Первые два уровня дошкольного и среднего образования включают соответственно 7 и 5 лет обучения. Эти два уровня находятся в ведении 72 советов, 60 советов имеют статус франкоязычных, 9 имеют статус англоязычных и 3 имеют особый статус. Они ведают вопросами  дошкольного, начального, среднего образования, учебными центрами для взрослых и центрами профессиональной подготовки.
Третий уровень соответствует колледжам. Есть 119 учебных заведений, предлагающих среднеспециальное образование и подготовку к получению высшего образования. В провинции насчитывается 48 колледжей общего и профессионального образования (CEGEP) и 11 правительственных колледжей. Их типовые программы имеют срок обучения от 2 до 3 лет.
Четвёртый уровень образования — это университетский уровень. В Квебеке насчитывается 19 университетов, включая 16 франкофоных и 3 англоязычных. Из них 10 университетов являются государственными и связаны с сетью Университета Квебека.

## Дошкольное образование
Дошкольное образование включает в себя дошкольное обучение и детские сады, которые часто находятся при начальных школах. В детском саду дети находятся, как правило, с 2-3 лет и занимаются целый день. Дошкольное обучение и детские сады, однако, не являются обязательными в рамках нынешней системы, хотя большинство детей посещают дошкольные учреждения.

## Начальное образование
Начальное образование состоит из предварительного года (не обязателен) и трех циклов по два года. Общая прододжительность обучения в начальной школе составляет, таким образом, 6 или 7 лет. Программа включает в себя пять основных областей знаний. Каждая из этих сфер включает в себя несколько дисциплин:
1) языковые:
- Французский язык как родной
- Английский язык как иностранный
- Французский адаптационный (для учеников, недавно прибывших из другой страны)

2) область математики, науки и техники:
- Математика
- Наука и технологии

3) область социальных наук
- География и история
- Обществоведение

4) искусства:
- Пластические искусства
- Музыка
- Драматическое искусство
- Танцы

5) область развития личности:
- Физическое воспитание и здоровье.
- Этика и религиозная культура.

## Среднее образование
Программа средней школы в Квебеке содержит 5 уровней по 1 году каждый. Выделяется два цикла; первый, второй уровни — части первого цикла, а третий, четвёртый и пятый уровни — второго цикла.
В средней школе, как правило, учатся подростки в возрасте 12-16 лет (в начале учебного года). В конце средней школы студенты получают диплом об окончании средней школы.
Некоторые ученики, желающие быстрее вступить на рынок труда, в возрасте шестнадцати лет не заканчивают среднюю школу и проходят профессиональное обучение. Профессиональное обучение длится около двух лет и приводит к диплому о профессиональном обучении. Тем не менее, этот диплом позволяет получить доступ к поступлению в колледжи, на специальности связанные с указанной в дипломе.
Для взрослых (16 лет и старше), которые хотели бы окончить школу, но не хотят туда возвращаться, Общество дистанционного обучения школьных советов Квебека предлагает дистанционное обучение с 1995 года, либо обучение в
Центре для взрослых с регулярными уроками.
В остальной части Канады возраст учеников колеблется от 7 до 11 лет.

## Средне-специальное образование
Студенты, которые хотят получить средне-специальное или высшее образование продолжают обучение в колледжах. Учебные программы колледжей длятся два или три года в зависимости от программы, которые делятся на два вида: подготовки к университету — 2 года, или техническая (3 года), которая ведёт к получению специальности.
- Программа подготовки к вузам, которая обычно длится 2 года, готовит студентов для поступления в университет с использованием общих курсов обучения. Предлагаются некоторые программы, в том числе:

- Гуманитарные
- Естественные науки
- Искусство и литература

Технические программы, которые обычно длятся 3 года, дают учащимся возможность приобретать более конкретные знания и практику, касающиеся рынка труда. В конце этой программы студенты могут выбрать выйти непосредственно на рынок труда или продолжать учёбу в университете.

Некоторые курсы являются обязательными для этих двух типов курсов. Курсы в области литературы, философии, английского языка и физического воспитания изучают все студенты в колледже. Студенты должны сдать единый тест, чтобы получить диплом.

## Университетское образование
Студенты, желающие продолжить обучение в университете должны иметь по крайней мере 13 лет довузовского обучения: 6 лет начального образования, 5 лет обучения в средней школе и два года в колледже, что на один год больше, чем в других провинциях Канады. Таким образом студенты из-за пределов Квебека зачастую должны отучиться дополнительный год перед началом занятий в университете.
Университеты субсидируются правительством Квебека и привлекательны из-за их относительно низкой стоимости по сравнению с другими университетами в Северной Америке. Однако они являются гораздо более дорогими по сравнению с некоторыми европейскими странами, такими как Франция или скандинавские страны. Со своими четырьмя университетами, Монреаль - город с наибольшим количеством студентов на душу населения в Северной Америке.
Правительство Квебека содержит сеть государственных университетов, расположенных в разных городах и объединенных в Университет Квебека.
Некоторые университеты предлагают программы кооперативного плана. Этот тип программы заключается в добавлении в учебную программу оплачиваемой стажировки, что позволяет студентам получить опыт работы на рынке труда в своих областях.
Высшее образование можно разделить на три отдельных цикла.

### Первый цикл
Есть несколько типов бакалавриата: сертификат (30 кредитов), минёр (30 кредитов), мажёр (60 кредитов), бакалавр (90 или 120 кредитов) и профессиональный докторат.

Учебная программа бакалавриата является наиболее распространенной. В соответствии с традициями англосаксонского образования программа бакалавра в Квебеке занимает 3 года. Она обычно включает в себя 90 кредитов. В некоторых дисциплинах бакалавр занимает четыре года и состоит из 120 кредитов (инженерия и образование, например).
Профессиональный докторат — степень первого цикла для студентов, которые как правило изучают науки, относящиеся к здравоохранению (медицина, фармацевтика, стоматология); для получения данной степени нужно пройти соответствующую профессиональную практику.

### Второй цикл
Большинство университетов Квебека предлагают два типа программ второго цикла: магистра и диплом о специализированном высшем образовании (diplôme d'études supérieures spécialisées).
Программа для получения степени магистра является наиболее распространенной. Как правило, она требует двух лет обучения и ориентирована на развитие исследовательских навыков или на развитие профессиональных навыков. Программа обычно включает в себя 45 кредитов. Также (при ориентации программы на исследовательскую деятельность) необходимо провести научное исследование и написать научную работу. Программы магистратуры, направленные на развитие профессиональных навыков, включают в себя дополнительные курсы, стажировки или семинары для профессионального совершенствования.
Диплом о специализированном высшем образовании (DESS) — это программа меньшей длительности чем магистратура. Она обычно включает в себя 30 кредитов и обычно длится 1 год. Она часто фокусируется на профессиональных навыках.

### Третий цикл
Программы третьего цикла бывают разной длительности и приводят к получению степени доктора наук. Студенты третьего цикла — это будущие научные сотрудники и, помимо некоторого количества учебных курсов, главным образом занимаются исследовательской деятельностью. В ходе учебы они публикуют научные статьи, пишут и защищают докторскую диссертацию.

## Список университетов Квебека
Англоязычные:
- Университет Макгилла
- Университет Конкордия
- Университет Бишопс

Франкоязычные:
- Монреальский университет
- Лавальский университет
- Шербрукский университет
- Университет Квебека
  - Монреальская политехническая школа
  - Национальная школа государственного аппарата
  - Национальный научно-исследовательский институт
  - Университет Квебека в Шикутими
  - Университет Квебека в Монреале
  - Университет Квебека в Римуски
  - Университет Квебека в Труа-Ривьере
  - Университет Квебека в Абитиби-Темискаминге

## Язык образования
В Квебеке существует сеть франкоязычных и англоязычных школ. Язык по-прежнему остаётся спорным вопросом. В соответствии с Хартией французского языка, принятой в 1977 году, ученики обязаны посещать французские школы. Тем не менее, ученики, которые отвечают одному из следующих требований, могут посещать англоязычную школу.
- Дети, чьи родители граждане Канады, которые получили большую часть начального или среднего образования на английском языке в Канаде;
- Ребёнок, один из родителей которого является гражданином Канады, который получил большую часть своего начального образования на английском языке в Канаде;
- Дети, чьи родители не являются гражданами Канады, но которые получили большую часть своего начального образования на английском языке в Квебеке;
- Дети канадских граждан, брат или сестра, которых получили или получают начальное и среднее образование на английском языке в Канаде[9].

Это ограничение не распространяется на школы, которые не получают государственных дотаций.

## Стоимость
Плата за образование в Квебеке является одной из самых низких в Северной Америке. За исключением необходимых учебных материалов (канцелярские принадлежности, книги, справочники …), для жителей Квебека начальное и среднее образование в государственных школах практически бесплатно. Образование в колледже стоит от 200 до 300 канадских долларов в полугодие, тогда как для университетов плата составляют порядка 1000 долларов в триместр (около 3000 долларов в год) - в государственном университете. Стоимость обучения в квебекских университетах существенно выше для жителей других провинций Канады и еще выше - для иностранцев, не имеющих статуса иммигранта в Канаде: порядка 14 тысяч за колледж.
Для облегчения доступа к высшему образованию правительство Квебека создало программу кредитов и стипендий для студентов из Квебека. По данным расчета доходов, в частности, годового дохода студента и его родителей [16], можно одолжить определённую сумму денег, выплачиваемую помесячно. До окончания учебы проценты по займу выплачиваются правительством Квебека. Студент должен выплатить взятую сумму и проценты с момента окончания учебы после того, как покинет университет. Выплаты могут быть растянуты на весьма долгий срок (до десятков лет). В некоторых случаях в дополнение к кредиту студент может получить стипендию, которую потом не должен возвращать.
В дополнение к этой системе есть и другие органы, которые позволяют студентам финансировать их обучение. Среди них Квебекский фонд по изучению естественных наук и технологии и Совет естествознания и техники Научно-исследовательского совета Канады, которые финансово поддерживают студентов с хорошей успеваемостью в области науки (на конкурсной основе).

## Негосударственное образование
Частное образование сосуществует с государственной системой образования в Квебеке. Многочисленные частные начальные и средние школы в большинстве своем субсидируются правительством и даже в лучших частных школах стоимость образования составляет порядка 5-6 тысяч долларов в год, что делает их доступными по цене для среднего класса. Частные школы должны выполнять всю программу определённую Министерством, хотя могут быть добавлены факультативные предметы. Частные школы могут быть конфессиональными. На частные школы распространяется политика Квебека в области языка (обучение на французском языке, на английском - только в качестве исключения). Поступление в частные школы, как правило, проводится по результатам вступительных экзаменов.
В 2005—2006 учебном году частная сеть состояла из 264 частных начальных и средних школ, 60 колледжей и 9 университетов.